# Névé Garibaldi
Le névé Garibaldi, en anglais Garibaldi Névé, est un champ de glace d'une superficie de 35 km2 de la chaîne Côtière des chaînes côtières du Pacifique, dans le sud-ouest de la Colombie-Britannique, au Canada, sur le flanc oriental du mont Garibaldi, qui se trouve dans la partie méridionale de la chaîne.
La Garibaldi Névé Traverse, dont l'itinéraire est défini dans les années 1940, est une épreuve de randonnée à ski qui se déroule sur le glacier du nord au sud et qui dure généralement deux à trois jours.
Au bout de la Garibaldi Park Road se trouve le parking de Diamond Head, à 16 kilomètres de l'autoroute 99 et à une altitude de 914 mètres. Le sentier de randonnée Diamond Head, long de 11 kilomètres, part du parking et mène aux lacs Elfin, d'où l'on peut observer le cône Opal, le pic Columnar, The Gargoyles et le champ de glace Mamquam,.